# 362238 Shisseh
362238 Shisseh è un asteroide della fascia principale. Scoperto nel 2009, presenta un'orbita caratterizzata da un semiasse maggiore pari a 2,5680740 UA e da un'eccentricità di 0,1682477, inclinata di 12,66638° rispetto all'eclittica.